# Robert Couturier

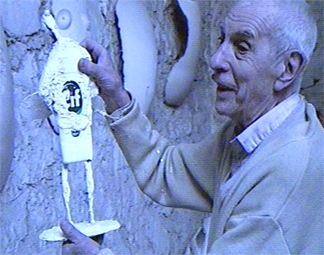
Robert Couturier 1995

Robert Couturier, född [2 maj 1905 i Angoulême, Frankrike, död 1 oktober 2008, var en fransk skulptör och tecknare.

## Biografi
Couturier började 1920 vid École Estienne à Paris för att utbilda sig i litografi. Vid sin fars död fick han avbryta sina studier och började arbeta i en litografiateljé i Paris. År 1929 träffade han skulptören Alfred Janniot och året därpå vann han Prix Blumenthal.
År 1932 erbjöds Couturier en tjänst som professor i Paris, där han blev bekant med flera målare, bland andra Henri Matisse, vilka gav honom många goda råd för hans konstnärliga utövning.
Inspirerad av bland annat barockkonst och afrikansk folkkonst utförde han expressiva figurer (även i monumentalformat), ofta tunna och utdragna med groteska uttryck. Han har också gjort kartonger till vävda tapeter.
Han togs tillfånga under tyska ockupationen av Frankrike under andra världskriget, men flydde och lyckades ta sig till den fria zonen. Efter Frankrikes frigörelse blev han professor vid Paris École des Ars Décoratifs, och blev senare professor vid Paris École nationale supérieure des Beaux-Arts. År 1947 deltog han i Londons utställning av engelsk-fransk konst, och 1950 vid Venedigbiennalen och 1951 vid Sao-Paulobiennalen.
Couturier hade flera framgångsrika utställningar på bland annat Musée Rodin (1970) och Monnaie de Paris (1975). Han vann Prix Wildestein 1966 och var en av grundarna, och medlem av Salon de Mai. Verk av honom finns utställda på museer och gallerier i Paris, Bayeux, Poitiers, Madrid, Rio de Janeiro, Boston, Jerusalem, Hakone, Antwerpen och Havanna.
Under 2005 hade han en retrospektiv utställning av sina verk för att fira sin 100-årsdag på Musée Maillol i Paris.